# Svingstat
I amerikansk politik betegner en svingstat en delstat, hvor hverken republikanerne eller demokraterne kan regne med et sikkert flertal ved præsidentvalget.
Svingstater har en enorm betydning i amerikansk politik, idet princippet er: 'The winner takes it all', dvs. den kandidat, der har flertal får alle statens valgmandsstemmer. Derfor kan en amerikansk præsident godt vælges uden at have et flertal af samtlige stemmer i landet. Det skete senest i 2016, hvor Donald Trump vandt over Hillary Clinton med 306 mandater mod Clintons 232, selvom Clinton fik 2,868,691 flere stemmer på landsplan end Trump.
Præsidentkandidaterne bruger normalt mere tid og penge på at føre valgkamp i svingstater frem for stater, hvor en af kandidaterne fører så meget, at det vil være meget svært at hente.
Arizona, Wisconsin, Michigan, Pennsylvania, og Georgia regnes normalt for at være de mest tydelige svingstater. I 2016 gik de til republikanerne, mens de i 2020 gik til demokraterne. Andre typiske svingstater inkluderer blandt andet Nevada, New Mexico, Texas, Minnesota, North Carolina, Florida, New Hampshire, og Maine.